# Illuminato
Illuminato  è un nome proprio di persona italiano maschile.

## Varianti
- Femminili: Illuminata[1][2][3][4][5]

### Varianti in altre lingue
- Catalano: Illuminat[6]
- Latino: Illuminatus[1][3][4][6]
  - Femminili: Illuminata[1][3][4]
- Polacco: Illuminat
  - Femminili: Illuminata
- Spagnolo: Iluminado[6], Iluminato[6]

## Origine e diffusione
Deriva dal tardo nome latino Illuminatus, corrispondente al participio passato del verbo illuminare (un sinonimo, attestato in età imperiale, del più semplice luminare), che in latino, come in italiano, significa "illuminare", "rende splendente". Il nome ha pertanto un chiaro significato letterale, cioè "illuminato", "rischiarato", ma più probabilmente è meglio interpretato in senso lato, ossia "illuminato dalla luce della sapienza", quindi "sapiente", "prudente". Può anche fare riferimento al battesimo cristiano, col senso quindi di "illuminato dalla fede".
Questo nome, che appare solamente in epoca medievale, Si tratta di un nome augurale di tradizione cristiana, riferito alla luce della grazia divina. Il nome è piuttosto raro, con il femminile un po' più frequente del maschile; secondo dati raccolti negli anni Settanta, il nomecontava 900 occorrenze del femminile contro 500 del maschile e curiosamente, pur essendo stato portato da santi e beati operanti nelle Marche, risultava più concentrato in Sicilia, specie nei dintorni di Bronte e Catania.

## Onomastico
L'onomastico può essere festeggiato in memoria di più santi e beati, alle date seguenti:
- 8 marzo, beata Illuminata, religiosa agostiniana a Montefalco[3]
- 18 marzo, beata Illuminata Bembo, monaca clarissa a Bologna[3]
- 11 maggio (o 2 maggio[3]), sant'Illuminato, confessore a di San Severino Marche[2][7][8]
- 11 maggio, beato Illuminato, religioso francescano[9]
- 8 luglio, sant'Illuminato da Rieti, eremita in Umbria presso Città di Castello[3][7]
- 29 novembre, santa Illuminata, martire a Todi sotto Diocleziano[2][3][7][10]

## Persone
- Illuminato da Chieti, vescovo cattolico italiano
- Illuminato da Rieti, religioso italiano
- Illuminato Aiguino, teorico della musica e religioso italiano
- Illuminato Peri, storico italiano

### Variante femminile Illuminata
- Illuminata di Todi, martire romana